# Giacomo Leopardi
Giacomo Leopardi (Recanati, 29. lipnja 1798. – Napulj, 14. lipnja 1837.), talijanski pjesnik.
Presudno je utjecao na talijansku i svjetsku poeziju, ne samo svoga, nego i našega doba. Njegova lirika čežnje, razočaranja, bola i slutnja smrti, nastala je u vrijeme romantizma, te širom otvorila vrata novom, modernom poimanju pjesništva.
Rodom je bio plemićkog podrijetla, pa je bogata knjižnica njegova oca, grofa Monalda Leopardija, utjecala na njegovu naobrazbu i daljnji tijek života.

## Vanjske poveznice
- Leopardi u Enciklopediji LZMK